# KZ 옥팔라

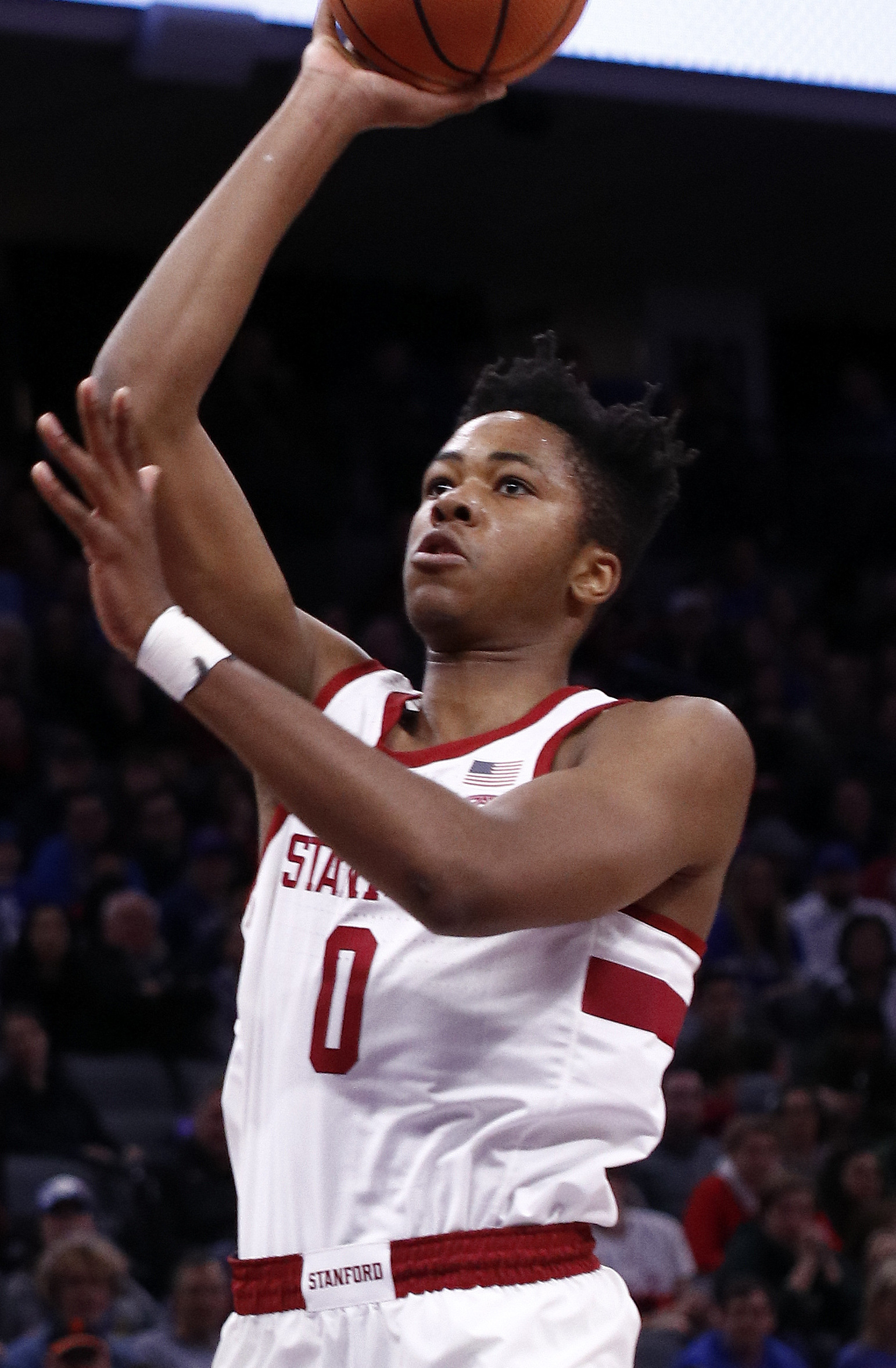
2017년 모습

KZ 옥팔라(KZ Okpala, 본명: 치케지 제이크 "KZ" 옥팔라, Chikezie Jake "KZ" Okpala, 1999년 4월 28일 ~ )는 NBA(전미 농구 협회)의 새크라멘토 킹스에서 마지막으로 뛰었던 미국 프로 농구 선수이다. 스탠포드 카디널(Stanford Cardinal)에서 대학 농구를 했다.

## 어린 시절
옥팔라는 태어나기 전에 캘리포니아주 오렌지 카운티에 정착한 나이지리아인 부모 마틴(Martin)과 메리 옥팔라 사이에서 태어났다. 4살 때 농구를 시작했지만 청소년 리그가 다루기 힘들다는 이유로 청소년 리그에 참가하지 않았다. 옥팔라는 피트니스 클럽과 공원에서 어른들과 게임을 하면서 자랐다. 그가 4학년이었을 때 그의 가족은 프레즈노에서 다시 오렌지 카운티로 이주하여 요바린다(Yorba Linda)에 살고 있었고 그곳에서 지역 클럽 팀에 연락했다. 옥팔라는 어린 시절 축구와 야구를 하다가 11세에 농구에 집중했다.

## 고등학교 경력
옥팔라는 캘리포니아주 애너하임에 있는 에스페란자(Esperanza) 고등학교에 다녔다. 고등학교 농구를 하는 4년 동안 1.78m(5피트 10인치)에서 2.03m(6피트 8인치)로 성장했다. 옥팔라는 2학년 때 선발 라인업에 합류했다. 그 시즌인 2015년 1월 16일, 부저를 울리는 3점슛을 성공시켜 엘도라도 고등학교를 물리쳤다. 주니어 시절 옥팔라는 게임당 평균 23득점과 8리바운드를 기록하여 에스페란자를 컨퍼런스 타이틀로 이끌고 크레스트뷰 리그(Crestview League) 올해의 선수상을 수상했다. 그해 그의 가장 주목할만한 순간은 옥팔라가 오렌지 고등학교(Orange High School)의 트레버훅스(Trevor Hooks)에서 덩크슛을 했을 때였다.
시니어 시즌에 경기당 30 득점, 11 리바운드, 2 블록으로 향상되었다. 2016년 11월 25일 옥팔라는 챔피언 토너먼트에서 스파르탄버그 데이 스쿨을 상대로 76-59 승리를 거두며 41점을 기록했다. 학교 기록을 세운 크로스로즈 스쿨(Crossroads School)을 상대로 통산 최고 46점을 기록했다. 2017년 3월 26일 옥팔라는 에스페란자를 첫 번째 캘리포니아 학교 대항 연맹(California Interscholastic Federation, CIF) 디비전 II 챔피언십으로 이끌었고 모로 카톨릭 고등학교(Moreau Catholic High School)을 상대로 22점을 기록했다. 크레스트뷰 리그 올해의 선수로 선정되었으며 발리스라이프 올 아메리칸 게임(Ballislife All-American Game)에서 뛰었다.
옥팔라는 합의된 4성급 신입 선수이자 캘리포니아 최고의 고등학교 선수 중 한 명이었다. 스탠포드에 입사하기 직전인 2016년 7월에 스탠포드로부터 제안을 받았다.

## 대학 경력
옥팔라는 학업 부적격으로 인해 스탠포드 신입생 시즌 첫 11경기를 결장했다. 2017년 12월 21일 출전 허가를 받은 후 캔자스를 상대로 28분 만에 6득점으로 데뷔했다. 2018년 3월 3일, 옥팔라는 애리조나 주립대를 상대로 84-83 승리를 거두며 18득점 10리바운드를 기록하며 첫 더블더블을 기록했다. 3월 8일 UCLA에 88-77로 패하며 시즌 최고인 23득점을 기록했다. 신입생으로서 옥팔라는 경기당 평균 10득점, 3.7리바운드, 1.8어시스트를 기록했다.
2018년 11월 6일, 시애틀을 상대로 96-74 승리를 거두며 29득점, 10리바운드, 5어시스트로 2년차 데뷔를 했다. 6일 후 옥팔라는 팩-12 콘퍼런스 금주의 선수상을 받았다. 2019년 1월 9일, 애리조나를 상대로 29득점, 6리바운드, 4어시스트를 기록하며 또 한 번 강력한 활약을 펼쳤다.
2학년 시즌이 끝날 무렵 옥팔라는 대학 자격의 마지막 두 시즌을 포기하고 2019 NBA 드래프트를 선언하겠다는 의사를 밝혔다.

## 전문 경력

### 마이애미 히트(2019~2022)
옥팔라는 2019 NBA 드래프트에서 전체 32순위로 피닉스 선스에 의해 드래프트되었지만 곧 마이애미 히트로 트레이드되었다. 2019년 7월 7일 마이애미 히트는 오크팔라와 계약했다고 발표했다. Heat의 첫 4경기 중 2경기에 출전했지만 아킬레스건 부상으로 인해 19경기에 결장했다. 2019년 12월 옥팔라는 히트의 G 리그 계열사인 수폴스 스카이포스에 배정되었다. 스카이포스에서 20경기에 출전해 경기당 평균 11.7득점, 7리바운드, 2어시스트, 1.4스틸, 1.1블록을 기록했다.
2021년 8월 1일, 옥팔라는 NBA 서머리그의 히트에 합류했다.
2022년 2월 9일, 옥팔라는 드래프트 고려를 위해 오클라호마시티 선더로 트레이드되었다. 이틀 후에 면제되었다.

### 새크라멘토 킹스 (2022-2023)
2022년 9월 14일, 옥팔라는 새크라멘토 킹스와 계약했다. 2023년 2월 25일에 옥팔라가 면제되었다.